# Ferrovia Olten-Lucerna
La ferrovia Olten-Lucerna è una linea ferroviaria a scartamento normale della Svizzera.

## Storia
Il 4 febbraio 1853 si costituì la Schweizerische Centralbahn (SCB), per la costruzione di linee ferroviarie tra Basilea ed Olten con diramazioni da quest'ultima località verso ovest, est e sud.
La tratta Olten-Aarburg-Emmenbrücke fu aperta il 9 giugno 1856; fu completata il 1º giugno 1859 con l'apertura della sezione fino a Lucerna. La tratta Olten-Aarburg è condivisa con la linea Olten-Berna e già dall'apertura era a doppio binario.
La SCB venne nazionalizzata nel 1902: le sue linee entrarono a far parte delle Ferrovie Federali Svizzere (FFS).
La linea fu elettrificata il 14 maggio 1924.
Il 1º ottobre 1908 venne aperto all'esercizio il raddoppio della tratta Reiden-Nebikon; l'anno successivo l'esercizio era a doppio binario tra Zofingen e Sursee. Il 1º marzo 1911 fu raddoppiata la tratta Aarburg-Zofingen; il 1º aprile 1914 entrò in servizio il raddoppio Sursee-Nottwil e il 28 luglio 1916 il secondo binario tra Nottwil e Rothenburg.
Nel 1929 fu raddoppiata la tratta Rothenburg-Emmenbrücke; dieci anni dopo fu il turno della Emmenbrücke-Sentimatt. Nel 1969 vennero rimaneggiati i posti movimento di Gütsch e di Würzembach e ammodernate le apparecchiature di sicurezza della stazione di Lucerna, permettendo un migliore accesso a quest'ultima: sino ad allora, infatti, si avevano due linee a binario unico affiancate (una per i treni verso Zurigo e il Gottardo e l'altra per i convogli verso Berna, Olten e la Seetal).

## Caratteristiche
La linea, a scartamento normale, è lunga 55,62 km. La linea è elettrificata a corrente alternata monofase con la tensione di 15.000 V alla frequenza di 16,7 Hz; la pendenza massima è del 17 per mille. È interamente a doppio binario.

### Percorso
|  |  | Continuation backward |

|  | Unknown route-map component "STR+l" | Unknown route-map component "ABZgr" |  |  |

| Unknown route-map component "CONTgq" | Unknown route-map component "ABZqr" | Unknown route-map component "KRZo" | Unknown route-map component "STR+r" |  |

|  |  | Unknown route-map component "ABZg+l" | One way rightward |  |

| Unknown route-map component "CONTgq" | Transverse track | Unknown route-map component "ABZg+r" |  |  |

| Station on track |

| Unknown route-map component "CONTgq" | Unknown route-map component "ABZgr" |  |

| Unknown route-map component "CONTgq" | Unknown route-map component "ABZgr" |  |

| Enter and exit short tunnel |

| Station on track |

| Unknown route-map component "CONTgq" | Junction both to and from right |  |

| Non-passenger station/depot on track |

|  | Unknown route-map component "ABZg+l" | Unknown route-map component "CONTfq" |

| Station on track |

| Station on track |

| Stop on track |

| Station on track |

| Station on track |

| Enter and exit short tunnel |

| Stop on track |

| Stop on track |

|  | Unknown route-map component "ABZg+l" | Unknown route-map component "CONTfq" |

| Station on track |

| Stop on track |

| Stop on track |

| Station on track |

| Station on track |

| Stop on track |

|  | Unknown route-map component "ABZg+l" | Unknown route-map component "CONTfq" |

| Track change to right |

| Stop on track |

| Station on track |

|  | Unknown route-map component "eABZgl" | Unknown route-map component "exCONTfq" |

| Unknown route-map component "hKRZWae" |

|  | Unknown route-map component "ABZg+l" | Unknown route-map component "CONTfq" |

| Unknown route-map component "CONTgq" | Unknown route-map component "ABZg+r" |  |

| Non-passenger station/depot on track |

|  | Unknown route-map component "ABZg+l" | Unknown route-map component "CONTfq" |

| Non-passenger station/depot on track |

| Enter and exit tunnel |

| Non-passenger station/depot on track |

| Enter and exit tunnel |

| Unknown route-map component "exCONTgq" | Unknown route-map component "eABZg+r" |  |

| Unknown route-map component "dCONTgq" | Unknown route-map component "d" + Unknown route-map component "STR+r" | Straight track |  |

| Unknown route-map component "vKBHFe" | Unknown route-map component "d" |

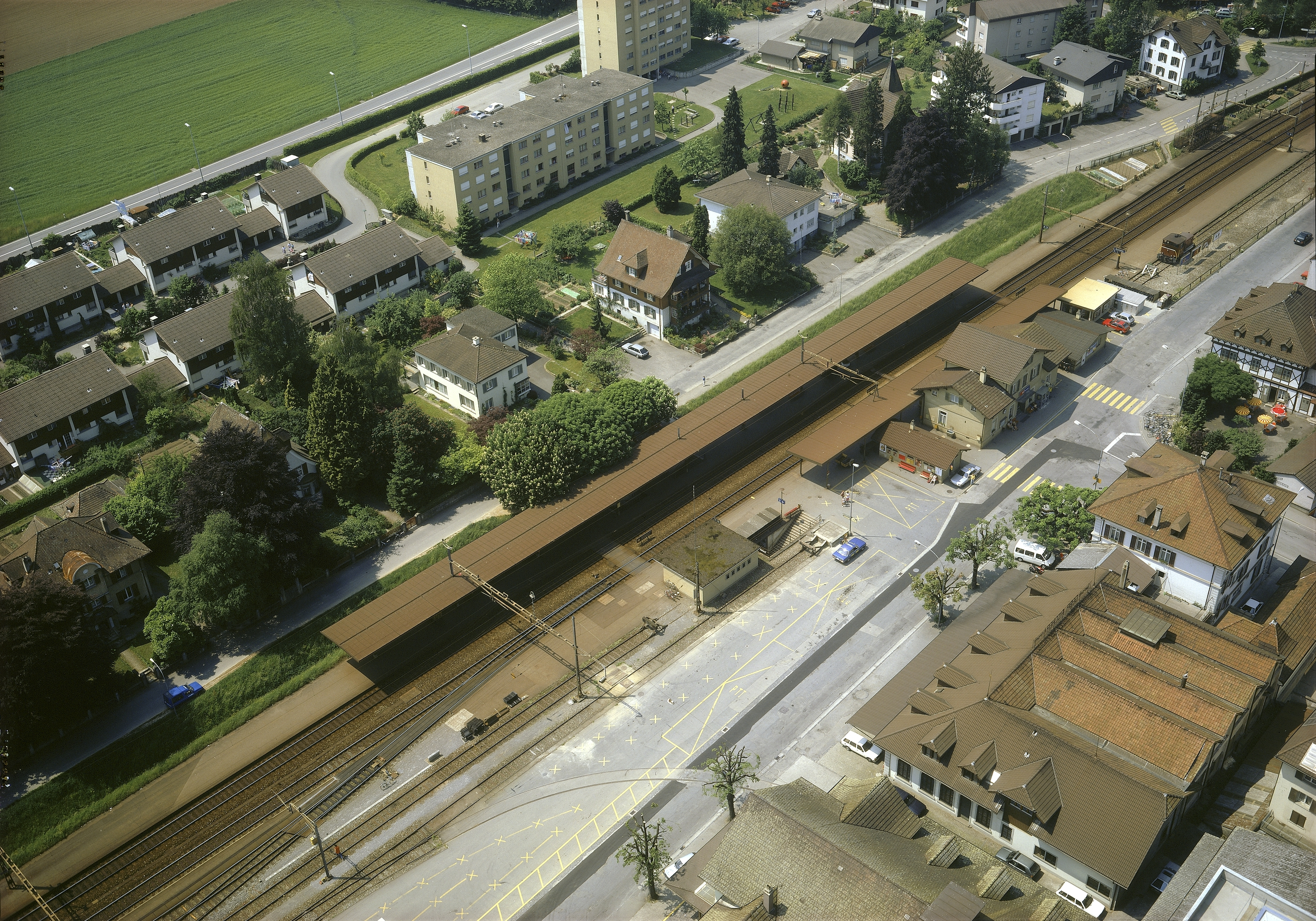
La stazione di Sursee vista dall'alto (1989)

La linea parte dalla stazione di Olten, nodo ferroviario sulle linee per Zurigo, Basilea, Losanna e Berna, per dirigersi verso sud entrando nel canton Argovia ad Aarburg. Superata Zofingen la ferrovia entra nel canton Lucerna, costeggiando tra Sursee e Sempach il lago di Sempach e terminando nella stazione di Lucerna.